# Phauda fuscalis
Phauda fuscalis is een vlinder uit de familie Phaudidae. De wetenschappelijke naam van de soort is voor het eerst geldig gepubliceerd in 1892 door Charles Swinhoe.